# Eiksmarka
Eiksmarka là một làng nằm ở Na Uy.